# Subconsciência

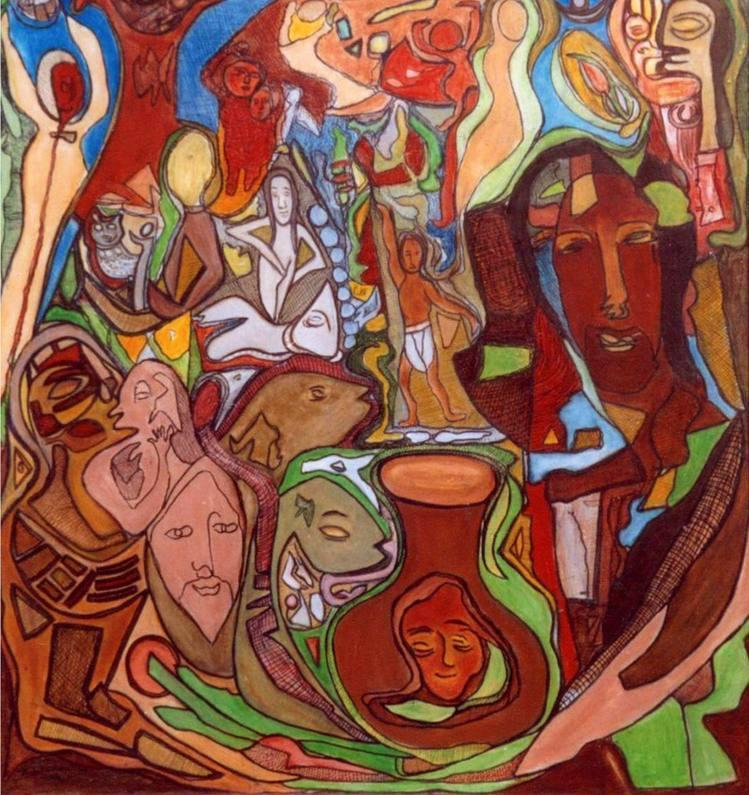
Muitas vezes, a criatividade artística segue vias não totalmente percebidas pela consciência, ou seja, opera em nível subconsciente.

O termo subconsciência ou subconsciente (literalmente, "abaixo da consciência"), é utilizado em psicologia muitas vezes para descrever "qualquer tipo de conteúdo da mente existente ou operante fora da consciência".
Apesar de ser um termo pouco usado na terminologia científica, é muito difundido na cultura popular (confira o livro O Poder do Subconsciente), onde é utilizado ora como sinônimo de "inconsciente" ou de "pré-consciente" (termos da teoria psicanalítica), ora, quando não se deseja fazer referência à obra de Sigmund Freud, para indicar, de maneira geral, todo o conteúdo da mente que não é acessível à consciência. Neste sentido mais amplo, o subconsciente é, assim, a parte da mente não diretamente acessível ao indivíduo, mas alcançável através de técnicas diversas como a hipnose, a psicoterapia, as mensagens subliminares etc.

## História
O termo "subconsciente" foi cunhado pelo autor inglês Thomas de Quincy, aparecendo impresso a partir de 1834, tanto na forma adjetiva quanto na adverbial, e sendo conceitualizado diversas vezes em suas obras, com um significado muito mais próximo do inconsciente cognitivo do que do psicanalítico.
Na psicologia científica, o termo foi empregado pela primeira vez pelo psiquiatra francês Pierre Janet (1859–1947), contemporâneo de Freud, para indicar os conteúdos da mente que se encontram em um nível inferior de consciência. Janet desenvolveu uma complexa teoria da mente, baseada nos conceitos de subconsciente e de dissociação, e foi o primeiro a propor que os conteúdos subconscientes dissociados (ou reprimidos) estejam na origem de alguns sintomas de tipo neurótico.

### Psicanálise
O mesmo termo foi utilizado por Sigmund Freud em seus primeiros trabalhos, mas foi logo abandonado por causa da sua ambiguidade e substituído por "inconsciente". Em 1896, na Carta 52, Freud introduziu a estratificação dos processos mentais, observando que traços de memória são, ocasionalmente, rearranjados de acordo com novas circunstâncias. Nessa teoria, ele diferenciou entre Wahrnehmungszeichen ("indicação da percepção"), Unbewusstsein ("o inconsciente") e Vorbewusstsein ("o pré-consciente"). Deste ponto em diante, Freud não usou mais o termo "subconsciente" porque, em sua opinião, ele não indicava se o conteúdo e o processamento mentais ocorriam no pré-consciente ou no inconsciente.
Charles Rycroft explica que "subconsciente" é um termo "nunca usado nos escritos psicanalíticos". Peter Gay diz que o uso do termo "subconsciente" quando se tem em mente o inconsciente é "um erro grave e comum"; de fato, "quando [o termo] é usado para dizer alguma coisa 'freudiana', é prova de que o autor não leu seu Freud".

### Psicologia analítica
Carl Jung disse que, como há um limite para o que pode ser mantido na atenção focal consciente, um depósito alternativo do conhecimento e experiência prévia de alguém é necessário.

### Nova era
A ideia de que o subconsciente é um poderoso agente fez com o que o termo se tornasse importante na literatura da nova era e de autoajuda, na qual controlar seu poder é visto como vantajoso. Na comunidade da nova era, se acredita que técnicas como autossugestão e afirmações podem ajudar o subconsciente a influenciar a vida de uma pessoa, até mesmo curando doenças. A revista Inquérito cético criticou a falta de falseabilidade e testabilidade dessas crenças. O físico Ali Alousi, por exemplo, criticou o conceito por ele ser imensurável, e questionou a possibilidade de o pensamento afetar algo que esteja fora da mente. Além disso, críticos afirmaram que a evidência fornecida é, geralmente, anedótica e, por causa do viés de publicação, assim como da natureza subjetiva de qualquer resultado, esses relatos são suscetíveis de viés de confirmação e de viés de seleção.
Psicólogos e psiquiatras usam o termo "inconsciente" na prática tradicional, enquanto a literatura metafísica e da nova era costuma usar o termo "subconsciente". Não deve, no entanto, ser inferido que o conceito de "inconsciente" e o conceito da nova era de "subconsciente" são equivalentes. 
Existem vários métodos usados atualmente por comunidades paranormais e da nova era visando a influenciar o subconsciente, comoː afirmações, autossugestão, batidas binaurais, hipnose e mensagem subliminar.